# Phreatia bismarckiensis
Phreatia bismarckiensis är en orkidéart som beskrevs av Rudolf Schlechter. Phreatia bismarckiensis ingår i släktet Phreatia och familjen orkidéer. Inga underarter finns listade i Catalogue of Life.